# رایمو پایوسالو
رایمو پایوسالو (استونیایی: Raimo Pajusalu؛ زادهٔ ۱ فوریهٔ ۱۹۸۱) بازیکن سابق والیبال اهل استونی است.